# Aleksander Świeszewski

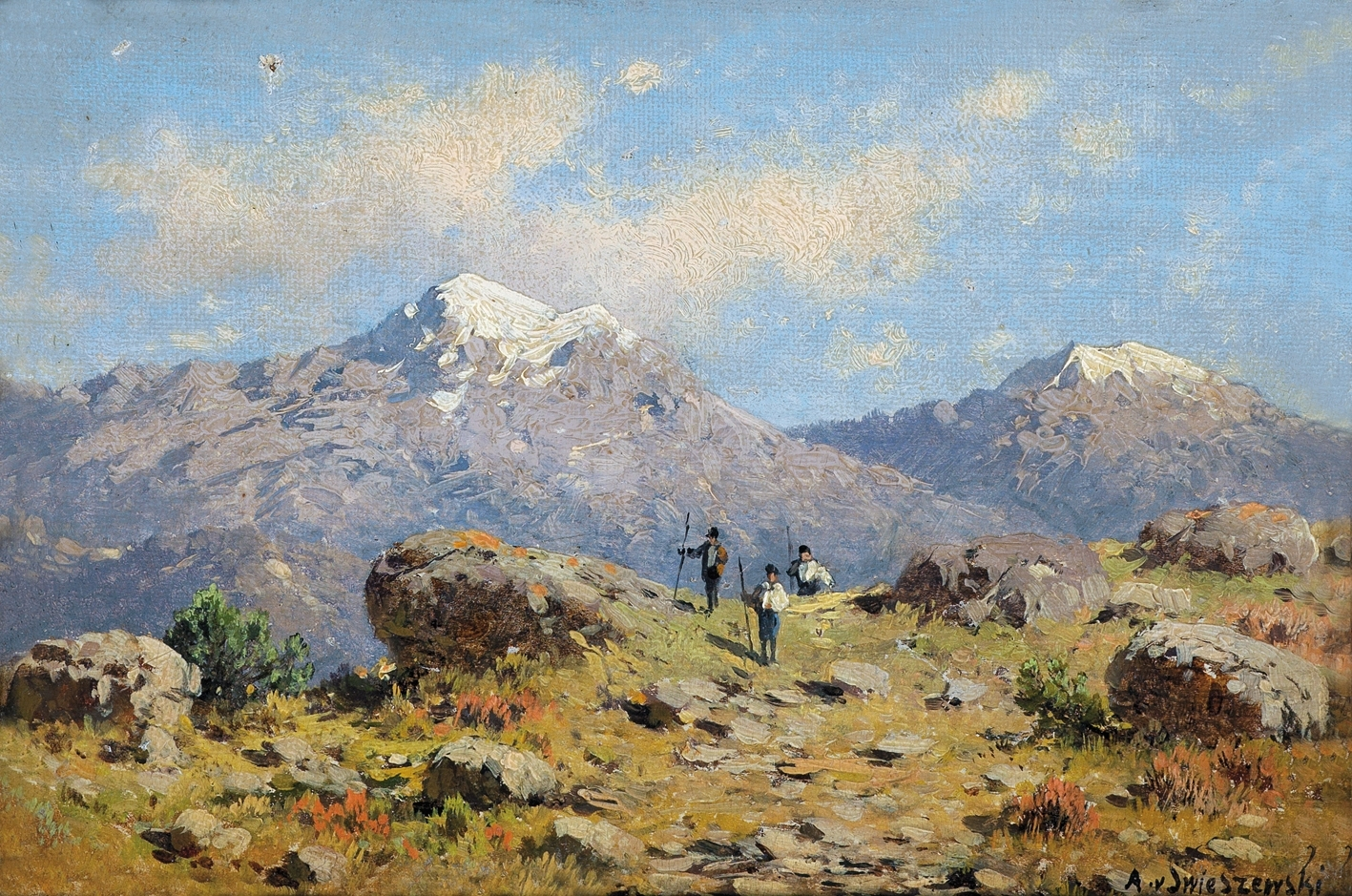
W Alpach

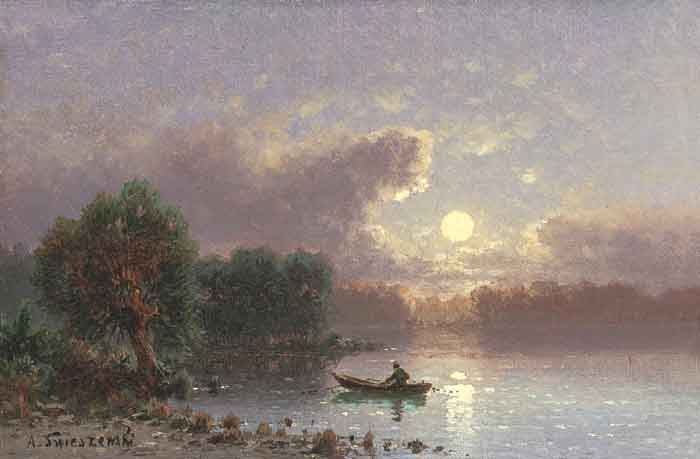
Nokturn - krajobraz z jeziorem

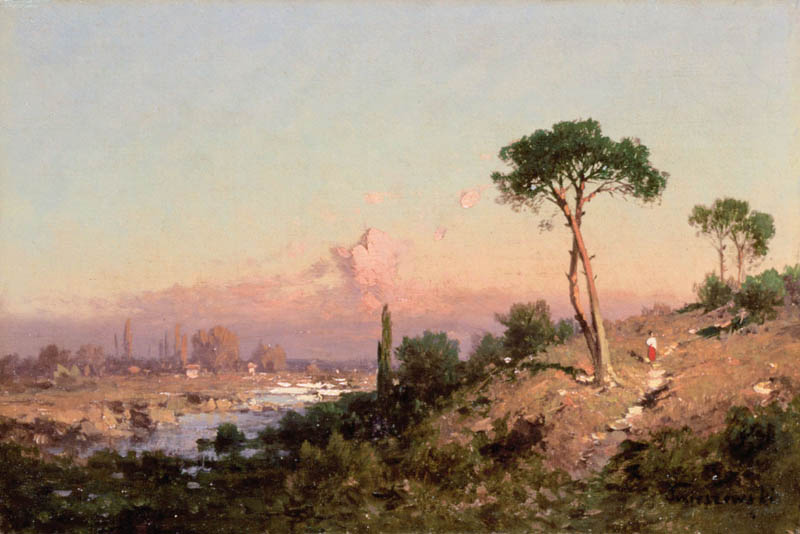
Pejzaż z wysoką sosną

Aleksander Świeszewski (ur. w 1839 w Warszawie, zm. w 1895 w Monachium) – polski malarz pejzażysta, przedstawiciel polskiej szkoły monachijskiej.
Uczył się w Szkole Sztuk Pięknych w Warszawie pod kierunkiem Chrystiana Breslauera, naukę kontynuował w Akademii Sztuk Pięknych w Monachium u Fritza Bambergera. Po powstaniu styczniowym osiadł w Niemczech na stałe, nigdy nie zerwał kontaktów z ojczyzną, wystawiał w Zachęcie i krakowskim Towarzystwie Przyjaciół Sztuk Pięknych.
Aleksander Świeszewski malował przede wszystkim pejzaże górskie, podróżował po Włoszech (Tyrol), Francji i Szwajcarii, odwiedzał też Tatry. W czasie wędrówek wykonywał szkice, które służyły mu do malowania obrazów w pracowni. Osiągnął znaczny sukces artystyczny i zdobył uznanie krytyki, w 1881 r. jego obraz Krajobraz wiejski z wiatrakiem kupił Ludwik II, król Bawarii. Oprócz pejzaży alpejskich artysta malował też krajobrazy nadmorskie, wiejskie, włoskie ogrody i ruiny.
Siostrzenicą Aleksandra Świeszewskiego była malarka Laura Siemieńska. 

## Wybrane prace
- Wieś Masłowice, 1873
- Pejzaż alpejski, 1878
- Pejzaż z wysoką sosną, ok. 1880
- Krajobraz z łodziami o zachodzie, 1880
- Droga do wsi, 1884
- Jezioro w Alpach, 1886
- Krajobraz wiejski z wiatrakiem, 1888
- Wieczór nad Jeziorem Gosausee, ok. 1890
- Largo Di Aurozono olej na płótnie, 47 x 98 cm
- Krajobraz, olej na desce, 16 x 32 cm, Muzeum Sztuki, Łódź